# ولكن ليس بالنسبة لي (فلم 1959)
ولكن ليس بالنسبة لي (بالإنجليزية: But Not for Me) فيلم كوميدي أمريكي تم انتاجه عام 1959، من إخراج والتر لانغ، وبطولة كلارك غيبل.

## القصة
روس وارد إكتفى بإنتاج مسرحيات في برودواى طيلة 30 عاما، وأعلن عن عزمه التوقف، ولكن سكرتيرته الشابة إيلى براون تحثه على الإستمرار وتفاجأه بأنها متيمة في حبه، ويثيره هذا الاعتراف ويبادلها الرومانسية عازما على إنتاج مسرحية بهذا المعنى تكون بطلتها سكرتيرته إيلى براون.

## روابط خارجية
- مقالات تستعمل روابط فنية بلا صلة مع ويكي بيانات